# Datel
Datel je český název pro 22 rodů ptáků z čeledi datlovitých. Z nich 21 je možné nalézt ve všech třech rodech podčeledi Picinae a jeden druh (datel antilský, Nesoctites micromegas) tvoří samostatnou podčeleď Nesoctitinae, sesterskou k Picinae. V Česku žije datel černý.